# مرد مصری
مرد مصری نقاشی رنگ روغن اثر کمال‌الملک است. این اثر بر روی کرباس و در سال ۱۲۷۷ خورشیدی کشیده شده است.
نقاشی، تصویر یک مرد مصری را نشان می‌دهد که در حال پوشیدن کفش خود است.